# فرح ناز اصفهانی
فرح ناز اصفهانی  (زادهٔ ۱۹۶۳) نویسنده، روزنامه نگار، سیاست‌مدار و تحلیلگر سیاستگذاری پاکستانی است. او دانشور سابق سیاست عمومی در مرکز وودرو ویلسون است. او پیشتر به عنوان نماینده اسمبلی ملی پاکستان و مشاور رسانه ای رئیس‌جمهور پاکستان از ۲۰۰۸ تا ۲۰۱۲ فعالیت کرده‌است.